# Noii mutanți
Noii mutanți (titlu original: The New Mutants) este un film american SF de groază cu supereroi din 2020 regizat de Josh Boone.  Rolurile principale au fost interpretate de actorii Maisie Williams, Anya Taylor-Joy, Charlie Heaton, Alice Braga, Blu Hunt și  Henry Zaga. Scenariul este scris de Boone și Knate Lee și este bazat pe echipa Marvel Comics cu același nume. Este un spin-off al seriei de filme X-Men și a treisprezecea și ultima parte în general.

## Distribuție
- Maisie Williams - Rahne Sinclair / Wolfsbane
- Anya Taylor-Joy - Illyana Rasputin / Magik
- Blu Hunt - Danielle "Dani" Moonstar / Mirage:
- Charlie Heaton - Samuel "Sam" Guthrie / Cannonball
- Henry Zaga - Roberto "Bobby" da Costa / Sunspot
- Alice Braga - Dr. Cecilia Reyes
- Adam Beach - William Lonestar